# Бусни
Бусни (бел. Бусні́) — деревня в Жабинковском районе Брестской области Беларуси. Входит в состав Ленинского сельсовета.

## География
Ближайшие населённые пункты Вулька, Ленинский, Рогозно и др.
Пролегает дорога Н-137.

## История
С 1905 года в Кобринском уезде Рогознянской волости Гродненской губернии Российской империи.

## Население

### Численность
- 2019 год — 217 человек

### Динамика
- 1905 год — 496 человек[3]
- 1999 год — 191 человек (перепись населения)
- 2009 год — 202 человек (перепись населения)[3]
- 2019 год — 217 человек (перепись населения)

## Достопримечательность
- Могила жертв фашизма, на кладбище (1962) —  Историко-культурная ценность Республики Беларусь, шифр 113Д000237.
- Памятный знак сожжённой деревни Янополь Жабинковского района (15.05.2025)[4], вблизи деревни Бусни, между деревнями Бусни и Богданы. В виде валуна с гранитной плитой. Рядом находится табличка "Цифровая звезда". Отсканировав QR-код, можно узнать историю сестры Хатыни из Жабинковского района.

В память о жертвах геноцида белорусского народа 30 сентября 1943 года. Немецко-фашистскими захватчиками была сожжена деревня Янополь, сведения о которой установлены в ходе расследования уголовного дела о геноциде белорусского народа в годы Великой Отечественной войны.